# Бањизе
Бањизе (фр. Bagnizeau) насеље је и општина у западној Француској у региону Поату-Шарант, у департману Приморски Шарант која припада префектури Сен Жан д'Анжели.
По подацима из 2011. године у општини је живело 186 становника, а густина насељености је износила 19,31 становника/km². Општина се простире на површини од 9,63 km². Налази се на средњој надморској висини од 49 метара (максималној 88 m, а минималној 40 m).

## Демографија
| 1962. | 1968. | 1975. | 1982. | 1990. | 1999. | 2011. |
| ----- | ----- | ----- | ----- | ----- | ----- | ----- |
| 171   | 186   | 173   | 166   | 160   | 187   | 186   |

График промене броја становника у току последњих година